# Patai Ervin György
Patai Ervin György (Raphael Patai) (Budapest, 1910. november 22. – Tucson, USA, 1996. július 21.) magyar származású amerikai-izraeli antropológus, egyetemi tanár.

## Életpályája
Szülei Patai József (1882-1953) főreáliskolai tanár és Ehrenfeld Edit (1886-?) voltak. Patai édesanyja Nagyváradon született németajkú, zsidó szülők gyermekeként, akik a magyar nacionalizmus iránti elkötelezettségüket azzal fejezték ki, hogy lányukat magyar tannyelvű iskolába küldték. Mindkét szülő folyékonyan beszélt magyarul és németül, és gyermekeiket úgy nevelték, hogy mind magyarul, mind németül tökéletesen beszéljenek. 
József alapítója és szerkesztője volt a Múlt és Jövő című zsidó politikai és kulturális folyóiratnak 1911–1944 között, amelyet 1988-ban Kőbányai János élesztett újjá Budapesten. Patai József megírta a magyar zsidóság korai történetét is, és megalapította a magyarországi cionista szervezetet, amely támogatást szerzett a zsidók letelepedéséhez a brit mandátum alatt álló Palesztinában.
1933-ban végzett a budapesti Ferenc József Országos Rabbiképző-Intézetben. 1933-ban Palesztinába távozott. 1936-ban Ph.D fokozatot szerzett a Hebrew University of Jerusalem-en. 1939-től ott tanított. 1942–1943 között a haifai technikum tanáraként dolgozott. 1945-től az Edoth alapító szerkesztője volt. 1944-ben megalapította a Palestine Institute of Folklore and Ethnology-t, melynek négy éven keresztül tudományos igazgatója volt. 
1947-ben a Viking Fund for Anthropological Research (későbbi neve Wenner-Gren Foundation for Anthropological Research) ösztöndíjával New Yorkba ment. 1952-ben megkapta az amerikai állampolgárságot. 1948-ban a New School for Social Research lektoraként tevékenykedett. 1948-ban, valamint 1954–1956 között a Columbia University (New York) előadójaként dolgozott. 1948–1949 között a University of Philadelphia előadója volt. 1948–1957 között a Dropsie College for Hebrew and Cognate Learning professzora volt. 1952–1954 között a Princeton University előadója volt. 1956-tól a New York-i Herzl Intézet kutatójaként, 1964-től pedig igazgatójaként dolgozott. 1957-től a Herzl Press kiadványainak szerkesztője, az Encyclopedia Judaica munkatársa volt. 1964-től a Princeton University lektora volt. 1966–1978 között a Fairleigh Dickinson University (Rutheford) tanára volt.

## Díjai
- Bialik-díj (1936)
- Bernard H. Marks Award (Jewish History kategória) a The Myth of the Jewish Race című könyvéért (1976)[3]
- Anisfield-Wolf Book Award úgyszintén a The Myth of the Jewish Race című könyvéért (1976)[4]

## Online elérhető művei
- Apprentice in Budapest: Memories of a world that is no more (angol nyelven). Salt Lake City: University of Utah Press (1988). ISBN 9780874802870. Hozzáférés ideje: 2024. április 18.
- Arab Folktales from Palestine and Israel (angol nyelven). Detroit: Wayne State University Press (1998). ISBN 9780814327104. Hozzáférés ideje: 2024. április 18.
- Between Budapest and Jerusalem – The Patai letters 1933-1938 (angol nyelven). Salt Lake City: University of Urah Press (1992). Hozzáférés ideje: 2024. április 18.
- Gates to the Old City: A book of Jewish legends (angol nyelven). Northvale, N.J.: J. Aronson [1980] (1988). Hozzáférés ideje: 2024. április 18.
- Golden River to Golden Road: Society, culture, and change in the Middle East, 3rd (angol nyelven), Philadelphia: University of Pennsylvania Press [1962] (1969). Hozzáférés ideje: 2024. április 18.
- Family, Love and the Bible (angol nyelven). London: MacGibbon & Kee (1960). Hozzáférés ideje: 2024. április 18.
- Ignac Goldziher, Raphael Patai (ford.). Ignaz Goldziher and his Oriental diary : a translation and psychological portrait (angol nyelven). Detroit: Wayne State University Press (1987). Hozzáférés ideje: 2024. április 18.
- Raphael Patai, Robert Gravesl. Hebrew Myths – The Book of Genesis (angol nyelven). New York: McGraw Hill (1966). Hozzáférés ideje: 2024. április 18.
- Israel Between East and West - A Study in Human Relations (angol nyelven). Westport. Conn: Greenwood Publishing [1953] (1970). Hozzáférés ideje: 2024. április 18.

- Journeyman in Jerusalem – Memories and Letters 1933-1947 more (angol nyelven). Salt Lake City: University of Utah Press (1992). Hozzáférés ideje: 2024. április 18.
- Man and Temple in Ancient Jewish Myth and Ritual, 2nd (angol nyelven), New York: KTAV PUBLISHING HOUSE [1947] (1967). Hozzáférés ideje: 2024. április 18.
- Nahum Goldmann: His missions to the Gentiles (angol nyelven). University, Alabama: University of Alabama Press (1987). ISBN 9780817302948. Hozzáférés ideje: 2024. április 18.
- (1947. 10) „On Culture Contact and Its Working in Modern Palestine” (angol nyelven). American Anthropologist (USA), Philadelphia, Kiadó: American Anthropological Association. (Hozzáférés: 2024. április 18.)
- On Jewish folklore (angol nyelven). Detroit: Wayne State University Press (1983). Hozzáférés ideje: 2024. április 18.
- The Arab Mind, Rev. (angol nyelven), New York: Scribner with introduction by Norvell de Atkine, Hatherleigh Press [1973] (2002). Hozzáférés ideje: 2024. április 18.  –  1973-as kiadás
- Tents of Jacob: The Diaspora, Yesterday and Today (angol nyelven). Englewood Cliffs, N.J.: Prentice Hall (1971). ISBN 9780139034763. Hozzáférés ideje: 2024. április 18.
- The Children of Noah: Jewish seafaring in ancient times (angol nyelven). Princeton: N.J.: Princeton University Press (1998). Hozzáférés ideje: 2024. április 18.
- The Hebrew Goddess, 3. bőv. kiadás (angol nyelven), Detroit, Mich.: Wayne State University Press [1967] (1990). Hozzáférés ideje: 2024. április 18.  –  1967-es kiadás
- The Jewish Mind (angol nyelven). Detroit: Wayne State University Press [1973] (1996). Hozzáférés ideje: 2024. április 18.
- The Jews of Hungary: History, culture, psychology (angol nyelven). Detroit: Wayne State University Press (1996). Hozzáférés ideje: 2024. április 18.
- The Jewish Alchemists – A History and Source Book (angol nyelven). Princeton ,NJ: Princeton University Press (1994). Hozzáférés ideje: 2024. április 18.
- The Kingdom of Jordan (angol nyelven). Westport, Conn.: Greenwood Press [1958] (1984). Hozzáférés ideje: 2024. április 18.  –  1958-as kiadás
- The Messiah texts (angol nyelven). New York and Detroit: Avon and Wayne State University Press (1979). Hozzáférés ideje: 2024. április 18.  – A Messiás eljövetelével kapcsolatos zsidó legendák Nahum Goldmann, Anwar Sadat, Menachem Begin, Jimmy Carter számára dedikálva
- The Myth of the Jewish Race, Rev. (angol nyelven), Detroit: Wayne State University Press [1975] (1989). Hozzáférés ideje: 2024. április 18.  (with Jennifer Patai) –  1975-ös kiadás
- Myth and Modern Man (angol nyelven). Englewood, NJ: Prentice Hall (1972). Hozzáférés ideje: 2024. április 18.
- The Seed of Abraham: Jews and Arabs in contact and conflict (angol nyelven). Salt Lake City & New York: Scribner [1986] (1987). Hozzáférés ideje: 2024. április 18.
- Sex and the Family in the Bible and the Middle East (angol nyelven). Garden City, New York: Doubleday & Company (1959). Hozzáférés ideje: 2024. április 18.
- The Vanished Worlds of Jewry (angol nyelven). New York: Macmillan (1980). Hozzáférés ideje: 2024. április 18.
- Raphael Patai (szerk), Emanuel S. Goldsmith  (szerk). Thinkers and teachers of modern Judaism (angol nyelven). New York, N.Y.: Paragon House (1994). Hozzáférés ideje: 2024. április 18.
- Women in the modern world (angol nyelven). New York: Free Press (1967). Hozzáférés ideje: 2024. április 18.

## Fordítás
- Ez a szócikk részben vagy egészben  a   Raphael Patai című angol Wikipédia-szócikk ezen változatának fordításán alapul.  Az eredeti cikk szerkesztőit annak laptörténete sorolja fel. Ez a jelzés csupán a megfogalmazás eredetét és a szerzői jogokat jelzi, nem szolgál a cikkben szereplő információk forrásmegjelöléseként.